# Gebhard Koch
Jost Gebhard Koch (* 19. Mai 1928 in Sulzbach; † 9. März 2013 in Hamburg) war ein deutscher Molekularbiologe und Professor für Molekularbiologie am Universitätsklinikum Hamburg-Eppendorf der Universität Hamburg. Zusammen mit Dietmar Richter aus Hamburg initiierte er die Blankenese Conferences, ein jährliches Symposium zu aktuellen Themen der Neurobiologie und Molekularbiologie. 

## Leben
Nach seinem Medizinstudium an der Universität Mainz und der Universität Heidelberg, an der er 1951 promovierte, zog es ihn als Postdoktorand in die gerade entstehende Disziplin der Molekularbiologie. Er arbeitete bei Wolfhard Weidel und Georg Melchers am Max-Planck-Institut für Biologie an Bakteriophagen. Allein drei Forschungsaufenthalte führten ihn später in die Vereinigten Staaten von Amerika. Von 1957 bis 1959 forschte er in den Laboratorien von Hattie Elizabeth Alexander an der Columbia University und Alexander Hershey in den Cold Spring Harbor Laboratorien. Von 1965 bis 1966 arbeitete er mit J. Michael Bishop am National Institute of Health. Beide forschten später am Heinrich Pette Institut in Hamburg. Bei seinem dritten Aufenthalt, von 1970 bis 1976, war er als Wissenschaftler in den Laboratorien von Hoffmann-La Roche in Nutley, New Jersey. Zu seinem frühen wissenschaftlichen Werk gehören Beiträge zur RNA-Synthese in eukaryontischen Zellen und zur Biologie des Poliovirus.
1976 ging er endgültig nach Deutschland zurück, wo er bis 1992 Direktor der Abteilung für Molekularbiologie am Universitätsklinikum Hamburg-Eppendorf war. Hier war er die treibende Kraft bei der Etablierung eines Postgraduiertenstudiums, dem Aufbaustudiengang Molekularbiologie (ASMB). Er gilt daher als Vater der molekularbiologischen Forschung und Weiterbildung in Hamburg. Der Studiengang wurde noch bis zum Ende des Sommersemesters 2020 vom Zentrum für Molekulare Neurobiologie Hamburg (ZMNH) in Zusammenarbeit mit der Medizinischen Fakultät durchgeführt. Koch war neben Dietmar Richter auch am Aufbau und der Etablierung eines wissenschaftlichen Konzeptes des ZMNH maßgeblich beteiligt. Mit Richter initiierte er schon 1979 die Blankenese Conferences, die alljährlich im Elsa-Brändström-Haus stattfinden. Nachfolger von Koch im Organisationskomitee ist seit 2004 Wolfgang Meyerhof, Professor an der Universität des Saarlandes. 
Koch war bis zu seiner Emeritierung Vertrauensdozent der Studienstiftung des Deutschen Volkes. Zwei seiner Brüder waren ebenfalls Hochschullehrer, die evangelischen Theologen Traugott und Klaus Koch. Er hinterließ seine Frau Maria-Luise, mit der er 60 Jahre verheiratet war, eine Tochter, drei Söhne, sieben Enkel und ungezählte Kollegen, die in seinem Labor ihr Training erhielten.